# Nova Cantu
Nova Cantu è un comune del Brasile nello Stato del Paraná, parte della mesoregione del Centro Ocidental Paranaense e della microregione di Goioerê.